# 221B Baker Street

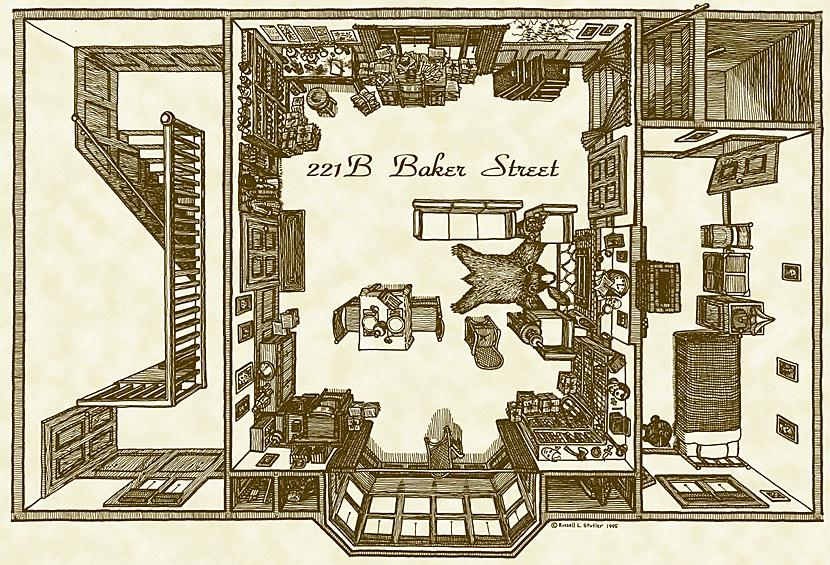
Una ricostruzione dell'appartamento di Holmes al 221B.

221B Baker Street è l'indirizzo della residenza londinese di Sherlock Holmes nella serie di romanzi scritti da Arthur Conan Doyle. Nel primo romanzo l'autore posiziona in tale indirizzo l'abitazione in cui il personaggio vive insieme al dottor Watson. L'indirizzo all'epoca in cui i romanzi vennero scritti non esisteva ancora, ma negli anni trenta a seguito di un riordino della numerazione, il numero venne effettivamente assegnato a un edificio; la fama del personaggio è tale che un'abitazione con uno stile simile a quello descritto nei romanzi, nelle vicinanze del numero civico 221B, è stata trasformata in una ricostruzione dell'abitazione come descritta nelle opere ed è oggetto di visite guidate. Successivamente le è stato assegnato anche il civico 221B.

## Storia
Conan Doyle, quando scrisse le storie di Sherlock Holmes, scelse il numero 221B per ambientarvi l'abitazione e ufficio del personaggio che vi visse fra il 1881 e il 1904. In questo periodo però il numero 221B di Baker Street non esisteva in quanto i numeri civici si fermavano prima.
Quando negli anni trenta avvenne il riordino dei numeri civici, il 221B fu assegnato ad un edificio in stile art déco in cui, fino al 2002, ebbe sede la Abbey Road Building Society, che cominciò così a ricevere lettere indirizzate a Sherlock Holmes da tutto il mondo. La società decise di approfittarne, aprendo una segreteria di Sherlock Holmes, apponendo una targa di bronzo in corrispondenza del famoso numero civico e sponsorizzando, nel 1999, la sistemazione di una statua del celebre detective nella stazione metropolitana di Baker Street.

## Musei di Sherlock Holmes

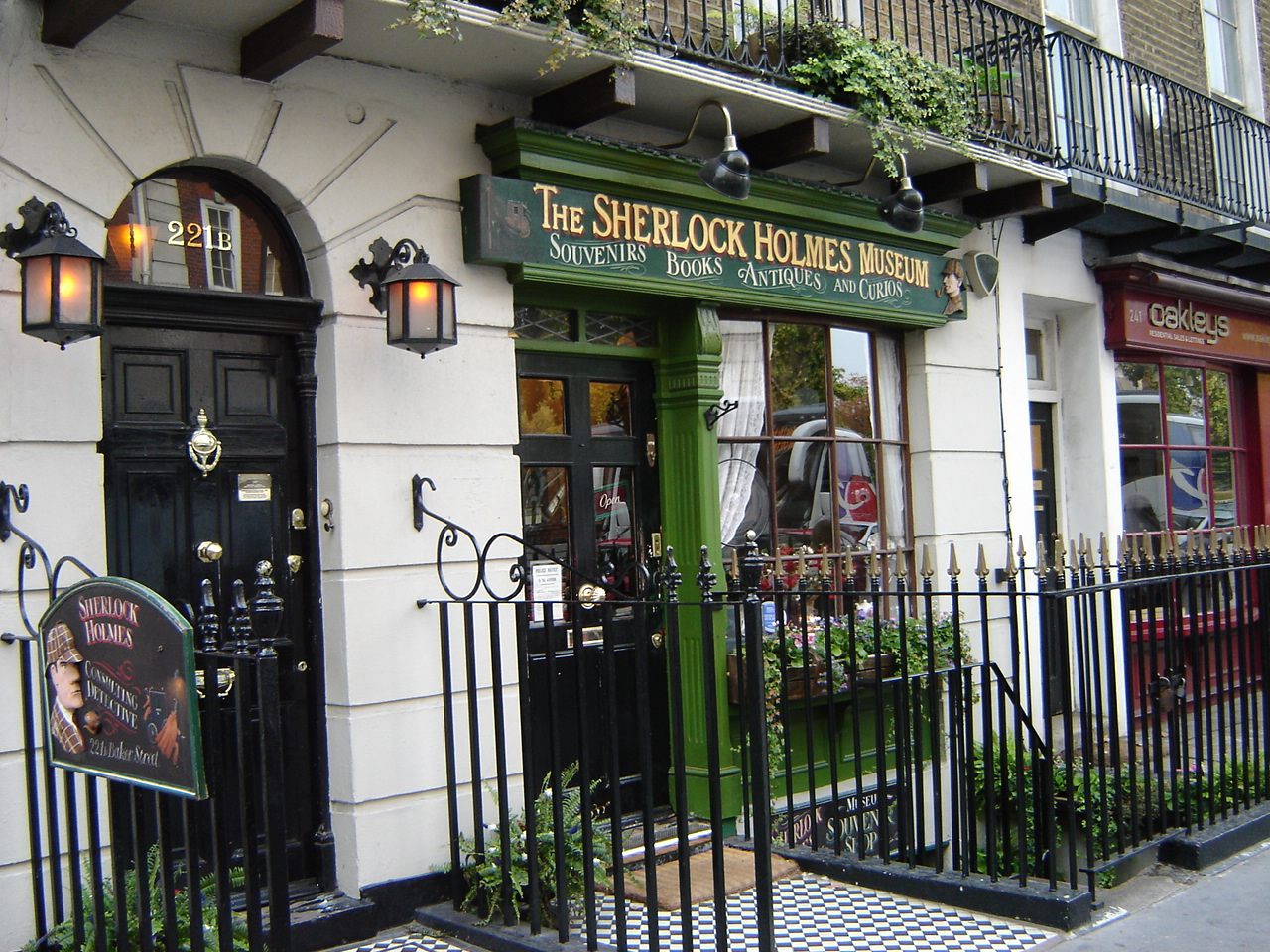
Sulla porta d'ingresso del museo è visibile la scritta "221B"

Il Museo di Sherlock Holmes, situato in Baker Street in un edificio del 1815 simile all'appartamento letterario di Holmes, riporta nel suo ingresso il numero 221B, però in realtà il suo reale numero civico è il 239.
Attualmente la posta del 221B è indirizzata al museo,18 numeri più avanti, che ha fatto richiesta nel 1994 affinché il civico sia riconvertito in 221, incontrando l'opposizione dell'azienda che occupava quell'indirizzo.
Un'altra replica della residenza al 221B di Baker Street si trova nel Museo di Sherlock Holmes a Meiringen, in Svizzera, vicino alle cascate di Reichenbach, luogo della battaglia finale tra Holmes e Moriarty.

## Curiosità
Il personaggio immaginario Gregory House, personaggio di fantasia protagonista della serie statunitense Dr. House - Medical Division e interpretato da Hugh Laurie, è ispirato a Sherlock Holmes tanto che il suo indirizzo è proprio 221 Baker Street, Apartment B, Princeton, New Jersey.